# 独立摇滚
獨立搖滾（Independent rock，通稱Indie rock），也稱硬地搖滾，是由搖滾樂發展出來的音樂類型，起源於八十年代的英國和美國。獨立搖滾最早用來形容獨立廠牌所製作的搖滾樂。
有別於普遍與主流唱片公司簽約的音樂人，獨立搖滾音樂人一般與獨立廠牌簽約，有的甚至根本不簽約。嚴格來講，獨立搖滾不是一種音樂類型，而是泛指某些推崇地下文化價值的搖滾音樂人或風格。自2000年以來，由於音樂工業變革，網絡科技也日益發達，一些獨立搖滾音樂人開始廣受青睞，唱片大賣，獨立搖滾的詞義也變得模糊，頗具爭議。

## 特徵
獨立搖滾指的是由獨立廠牌製作的低成本搖滾樂，通常音樂人自己動手製作，因此能夠探索不同於主流品味的聲音、情感和題材。影響獨立搖滾音樂人的風格非常廣泛，有龐克搖滾、迷幻搖滾、搖滾樂、鄉村音樂和民間音樂。1980年代，獨立搖滾與另類搖滾可以相互替換，由於一些獨立樂團如超脫樂團（Nirvana）也融入主流音樂圈，大家開始用獨立音樂一詞用來形容那些音樂風格多樣、還未成名的音樂人。另外，和獨立流行音樂（Indie pop）不同，獨立搖滾偏向於搖滾音樂。在台灣，獨立搖滾也譯為“硬地搖滾”，有“硬式風格”和“地下”的意味。很多國家都有各自的獨立音樂圈子，圈內音樂人都有足夠的支持來維持收入，但在圈外則可能默默無聞。
獨立搖滾可視為對抗另類搖滾過度強調的男子氣概，尤其是超脫樂團（Nirvana）在主流發跡以後。因此，和其他搖滾類型比較起來，獨立搖滾中的女性樂手的數量來得多。

## 歷史
在英國，獨立搖滾唱片在1980年代早期開始出現。從一開始，這些唱片所推出的是由朋客、後朋客、新浪潮和其他形式的樂隊。這些樂隊因為他們的唱片被獨立於大唱片公司以外的小品牌推出而被單獨分成一類。儘管如此，“獨立”逐漸主要與基於吉他的搖滾樂聯繫起來，因為此類音樂是獨立唱片音樂的主流，特別是獨立流行音樂中的阿茲特克照相機（Aztec Camera），橘汁（Orange Juice）、C86流行音樂運動（the C86 jangle-pop movement）和薩拉唱片（the twee pop of Sarah Records artists）。一些核心的80年代英國獨立搖滾樂隊有：史密斯乐队、石玫瑰、耶稣与玛丽链。他們的音樂直接影響了1990年代的另類運動，例如自賞和英倫搖滾。事實上，在英國所有的另類音樂一般都被稱為“獨立”，而不是“另類”。
在美國，被視為獨立搖滾的音樂是從被1970年代和80年代早期的運動與他們的自力更生精神所影響的另類搖滾領域所衍生出的獨立搖滾。在80年代，獨立搖滾一詞主要與記住你（Hüsker Dü）和 恐龍二世（Dinosaur Jr，經常被稱為自賞樂隊運動的先驅之一）、音速青年（Sonic Youth）、大黑（Big Black）與其他把美國獨立音樂品牌推廣流行的樂隊的的粗糙刺耳、扭曲的重金屬聲音聯繫起來，以把他們與R.E.M.和一萬妄人（10,000 Maniacs）等後來與大唱片公司簽約的校園搖滾樂隊區分開來。在1990年代初，以超脫樂團（Nirvana）和珍珠果醬（Pearl Jam）等灰調樂隊為代表的另類音樂破圍而出，成為主流。他們獲得了商業成功和廣泛曝光。此後很快另類流派就被商業化，成為吸引到大品牌投資、由商業主控、製造出一系列公式化、更保守的作品的主流成功模式。由此，“另類”標籤的意義就從其初始的、更反傳統意味變化為取得了主流成功的另類音樂，而“獨立搖滾”就被用來指稱那些依然處於地下狀態的音樂和流派。90年代美國獨立搖滾的決定性的運動是低保真運動，由“隨聲而動”（Guided by Voices）和人行道樂團（Pavement）、色芭多（Sebadoh）、麗茲·菲兒（Liz Phair）以及其他推崇粗糙的錄音技術，反諷式的抽離、和對“賣”給主流另類搖滾領域了無興趣的樂隊。
獨立搖滾現在以北極潑猴、Gorillaz、Muse、The Postal Service、The View、Bright Eyes、The Kooks這些樂隊為主。